# Liste der denkmalgeschützten Objekte in Most
Grundlage dieser Liste der denkmalgeschützten Objekte in Most (Okres Most) ist die ÚSKP-Liste (Ústřední seznam kulturních památek České republiky, deutsch Zentrale Liste der Kulturdenkmäler der Tschechischen Republik), die von der tschechischen Denkmalschutzbehörde NPÚ (Národní památkový ústav, deutsch Nationale Denkmalbehörde) seit 1987 geführt wird und an die seit dem Jahr 1850 geschaffenen Listen anschließt.

## Denkmalgeschützte Objekte vonMost(Brüx) nach Ortsteilen

### Starý Most (Alt-Brüx)
Die meisten denkmalgeschützten Objekte in Alt-Brüx sind dem Abriss der Stadt aufgrund des Braunkohlenabbaus zum Opfer gefallen. Hier sind die restlichen, noch existierenden Objekte aufgeführt.
| Lage                                                           | Objekt                                                               | Beschreibung | ÚSKP-Nr.                  | Bild                                             |
| -------------------------------------------------------------- | -------------------------------------------------------------------- | --- | ------------------------- | ------------------------------------------------ |
| Most, Kostelní (Standort)                                      | Kirche Mariä Himmelfahrt (Kostel Nanebevzetí Panny Marie)            | Die spätgotische ehem. Dekanatskirche Mariä Himmelfahrt wurde 1975 von Alt-Brüx um 840 m zum neuen Standort am ehem. Heiliggeist-Spital verschoben.                                                           | 43753/5-378 Info Katalog  | weitere Bilder                                   |
| Most, Kostelní, neben der Kirche Mariä Himmelfahrt (Standort)  | Nepomuksäule (Sloup sv. Jana Nepomuckého)                            | Nepomuksäule mit den Landespatronen Hl. Wenzel und Hl. Adalbert (1719–1722) von Johann Adam Dietz (1671–1742), früher auf dem II. Platz in Alt-Brüx.                                                          | 43697/5-398 Info Katalog  | weitere Bilder                                   |
| Most, auf dem Areal an der Kirche Mariä Himmelfahrt (Standort) | Skulpturengruppe hl. Nepomuk (Sousoší sv. Jana Nepomuckého)          | Skulpturengruppe hl. Nepomuk mit den Statuen des Hl. Borromäus und der Hl. Elisabeth, urspr. am Seetor in Alt-Brüx.                                                                                           | 43560/5-5076 Info Katalog | weitere Bilder                                   |
| Most, auf dem Areal an der Kirche Mariä Himmelfahrt (Standort) | Skulpturen des Hl. Franziskus und der Allegorien der sieben Tugenden | Skulpturen des Hl. Franziskus (Pater seraphicus) und von Allegorien der sieben Tugenden (1770) von Karl Waitzmann (* um 1714 in Graz, † 1795 in Kaaden), urspr. im Minoritenkloster am II. Platz in Alt-Brüx. | 85566/5-380 Info Katalog  | weitere Bilder                                   |
| Most, auf dem Areal an der Kirche Mariä Himmelfahrt (Standort) | Frühbarockes Portal der ehem. Kirche des Hl. Wenzel                  | Portal der ehem. Wenzelskirche (Kostel svatého Václava) in Alt-Brüx am Wenzelsplatz (existiert nicht mehr) | 54320/5-382 Info Katalog  | weitere Bilder                                   |
| Most, auf dem Areal an der Kirche Mariä Himmelfahrt (Standort) | Pestsäule (Morový sloupek)                                           | Pestsäule oder Martersäule, ein Bildstock zur Erinnerung an die Pestepidemie (1681), urspr. im Ort Komořany bei Most (Kommern)                                                                                | 42514/5-345 Info Katalog  | weitere Bilder                                   |
| Most, Kostelní (Standort)                                      | Ehem. Spitalkirche Hl. Geist (Bývalý špitál a kostel sv. Ducha)      | Gotische Heiliggeistkirche mit dem Spital (1723), jetzt Kunst-Galerie in Most | 47647/5-383 Info Katalog  | weitere Bilder                                   |
| Most, Kostelní (Standort)                                      | Statuen der Sündenbüßer in der Heiliggeistkirche                     | Zwei barocke Skulpturen der Sündenbüßer (um 1720), von Matthias Bernhard Braun (1684–1738), urspr. an der Dekanatskirche in Alt-Brüx                                                                          | 85565/5-400 Info Katalog  | Statuen der Sündenbüßer in der Heiliggeistkirche |
| ehemals in Alt-Brüx (Standort)                                 | Ehem. Stadttheater von Brüx                                          | Ehem. Stadttheater in Alt-Brüx am Smetanaplatz (existiert nicht mehr) | 54353/5-426 Info Katalog  | Ehem. Stadttheater von Brüx                      |

### Most II
Die neue Stadt Most II wurde in den 1970er Jahren etwa 3 km südlich der alten Stadt erbaut. In den 1990er Jahren wurden zahlreiche Kulturdenkmale aus der alten Stadt hier wieder neu aufgestellt.
| Lage                                                                                           | Objekt                                                                | Beschreibung | ÚSKP-Nr.                  | Bild                                                              |
| ---------------------------------------------------------------------------------------------- | --------------------------------------------------------------------- | --- | ------------------------- | ----------------------------------------------------------------- |
| Most, 1. náměstí (Standort)                                                                    | Pestsäule mit Statue der Hl. Anna (Morový sloup se sousoším sv. Anny) | Pestsäule mit Statue der Hl. Anna selbdritt von Peter von Toscana (1681), umgeben von den Statuen der Pestheiligen, der hl. Rosalie von Palermo, der hl. Agnes von Rom, des hl. Sebastian und des hl. Rochus zur Erinnerung an die Pest von 1680, urspr. auf dem I. Platz in Alt-Brüx. | 43207/5-396 Info Katalog  | weitere Bilder                                                    |
| Most, 1. náměstí (Standort)                                                                    | Brunnen (Kašna)                                                       | Renaissance-Brunnen, urspr. auf dem I. Platz in Alt-Brüx | 43755/5-397 Info Katalog  | weitere Bilder                                                    |
| Most, ul. Radniční, im Atrium des Rathauses (Magistrats) der Stadt Most (Standort)             | Gotisches Taufbecken                                                  | Gotisches Taufbecken, urspr. in der Allerheiligenkirche von Albrechtice bei Most (Ulbersdorf), restauriert 2004. | 42657/5-5067 Info Katalog | Gotisches Taufbecken                                              |
| Most, ul. Radniční, an der Ostseite des Rathauses (Magistrats) der Stadt Most (Standort)       | Allegorische Statuen der vier Elemente Erde, Luft, Wasser und Feuer   | Vier allegorische Statuen der vier Elemente Erde, Luft, Wasser und Feuer (1715) von Johann Brokoff oder von dessen Sohn Michael Brokoff (1686–1721), urspr. auf dem Sims des alten Renaissance-Rathauses in Alt-Brüx                                                                   | 43368/5-5068 Info Katalog | weitere Bilder                                                    |
| Most, 2. náměstí (Standort)                                                                    | Statue des Hl. Prokop (Socha sv. Prokopa)                             | Statue des Hl. Prokop (Socha sv. Prokopa), urspr. im Ort Souš bei Most (Tschausch). | 43637/5-5074 Info Katalog | weitere Bilder                                                    |
| Most, Prokopa Holého (Standort)                                                                | Prokop-Säule (Socha sv. Prokopa)                                      | Säule des Hl. Prokop (1738), urspr. im Ort Vršany bei Most (Würschen). |                           | Prokop-Säule (Socha sv. Prokopa)                                  |
| Most, nordwestlich der Kreuzung třídy Budovatelů und ul. Josefa Skupy (Standort)               | Mariensäule (Mariánský sloup)                                         | Barocke Sandstein-Mariensäule (Mariánský sloup) von 1710, urspr. auf dem III. Platz in Alt-Brüx. | 42351/5-5077 Info Katalog | weitere Bilder                                                    |
| Most, im Park nördlich vom Hochhaus «SHD Komes» (Standort)                                     | Denkmal für die gefallenen Bergleute                                  | Denkmal für die gefallenen Bergleute (1938–1945) | 42528/5-405 Info Katalog  | Denkmal für die gefallenen Bergleute                              |
| Most, Čsl. armády 17, 19, 21, 23, 25, 27, Jana Opletala (Standort)                             | ehem. Kasernen der österreichisch-ungarischen Armee (Kasárna Most)    | Kasernen auf dem Areal zwischen den Straßen Čsl. armáda, Jan Opletal, Jugoslávská und Partyzánská | 105218 Info Katalog       | weitere Bilder                                                    |
| Most, Čsl. armády 1360/35 (Standort)                                                           | Ehem. deutsches Gymnasium, jetzt Regionalmuseum                       | Ehem. deutsches Gymnasium, seit 1982 Sitz des Regionalmuseum in Most | 10213/5-5594 Info Katalog | weitere Bilder                                                    |
| Most, Regionalmuseum, Lapidarium (Standort)                                                    | Statue des Hl. Nepomuk (Socha sv. Jana Nepomuckého)                   | Statue des Hl. Nepomuk (Socha sv. Jana Nepomuckého) | 42863/5-440 Info Katalog  | Statue des Hl. Nepomuk (Socha sv. Jana Nepomuckého)               |
| Most, Regionalmuseum, Lapidarium (Standort)                                                    | Löwenskulptur (Socha lva)                                             | Skulptur des böhmischen Löwen vom Stadtbrunnen von Johann Adam Dietz (1729) | 96006/5-397 Info Katalog  | Löwenskulptur (Socha lva)                                         |
| Most, Regionalmuseum, Lapidarium (Standort)                                                    | Sammlung von sechs Schmuckvasen                                       | Sammlung von sechs Schmuckvasen von Karl Waitzmann aus Kaaden, urspr. auf der Attika des Minoritenklosters mit der Kirche des Hl. Franz Seraph am II. Platz in Alt-Brüx. | 85567/5-380 Info Katalog  | weitere Bilder                                                    |
| Most, ul. Jana Žižky (Standort)                                                                | Kreuzwegstation (Křížová cesta) im Stadtviertel Zahražany (Saras)     | Kreuzwegstationen (Bildstöcke aus dem 18. Jhdt.), restauriert 2007, von den urspr. 14 Stationen wurden die ersten vier beim Bau der Schnellstraße zerstört. | 43756/5-401 Info Katalog  | Kreuzwegstation (Křížová cesta) im Stadtviertel Zahražany (Saras) |
| Most, ul. Jana Žižky (Standort)                                                                | Villen im Stadtviertel Zahražany (Saras)                              | Villen im Stadtviertel Zahražany (Saras) |                           | Villen im Stadtviertel Zahražany (Saras)                          |
| Most, Hradní 577/2, 585/1 (Standort)                                                           | Landeswarte Burg Hněvín                                               | Hrad Hněvín (Landeswarte), historisierende Burganlage von 1906 bis 1911 | 43475/5-406 Info Katalog  | weitere Bilder                                                    |
| Most, an der Kreuzung třídy Slovenského národního povstání und aleje Boženy Němcové (Standort) | Denkmal für die Helden vom großen Streik (1932)                       | Denkmal für die Helden vom großen Streik (1932), urspr. in der Komotauer Str. in Alt-Brüx | 42952/5-5008 Info Katalog | Denkmal für die Helden vom großen Streik (1932)                   |
| Most, an der Kreuzung třídy Slovenského národního povstání und alej Boženy Němcové (Standort)  | Denkmal für die Opfer des Streiks (1920)                              | Denkmal für die Opfer des Streiks (1920) | 43757/5-404 Info Katalog  | Denkmal für die Opfer des Streiks (1920)                          |
| Most, Pod Koňským vrchem 1433/1 – alter Stadtfriedhof (Standort)                               | Ehem. Krematorium                                                     | Ehem. Krematorium, jetzt Ehrenmal der Opfer des 2. Weltkriegs, errichtet 1923/24 von Anton Switil nach dem Entwurf des Wiener Architekten August Kirstein (1856–1939) | 42598/5-5069 Info Katalog | weitere Bilder                                                    |
| Most, alter Stadtfriedhof (Standort)                                                           | Denkmal für die Opfer des Streiks von 1920 und 1932                   | Denkmal für die Opfer des Streiks von 1920 und den großen Streik von 1932, von Stanislav Hanzík (1986). | 42429/5-5009 Info Katalog | Denkmal für die Opfer des Streiks von 1920 und 1932               |
| Most, alter Stadtfriedhof (Standort)                                                           | Grabanlage der Opfer des Todesmarsches                                | Grabanlage der Opfer des Todesmarsches (Hrob obětí pochodu smrti), urspr. im Ort Třebušice (Triebschitz) | 42325/5-434 Info Katalog  | Grabanlage der Opfer des Todesmarsches                            |
| Most, alter Stadtfriedhof (Standort)                                                           | Eisenkreuz                                                            | Eisenkreuz auf einem Sockel, urspr. am Weg zwischen den Orten Milá (Millay) und Vršany (Würschen) | 43739/5-314 Info Katalog  | Eisenkreuz                                                        |
| Most, alter Stadtfriedhof (Standort)                                                           | Denkmal für dei Opfer des Grubenunglücks im Jupiter-Schacht (1902)    | Denkmal für dei Opfer des Grubenunglücks im Jupiter-Schacht (1902), urspr. auf dem Friedhof in Komořany bei Most (Kommern) | 43323/5-5017 Info Katalog | weitere Bilder                                                    |
| Most, alter Stadtfriedhof (Standort)                                                           | Bildstock (Boží muka)                                                 | Bildstock (Boží muka), urspr. an der Nikolauskirche in Holešice (Holtschitz) | 44118/5-328 Info Katalog  | Bildstock (Boží muka)                                             |

### Rudolice(Rudelsdorf an der Biela)
| Lage                            | Objekt            | Beschreibung                                                 | ÚSKP-Nr.                  | Bild           |
| ------------------------------- | ----------------- | ------------------------------------------------------------ | ------------------------- | -------------- |
| Rudolice, Mlýnská 13 (Standort) | Veste (Tvrz )     | Veste (Tvrz ) mit Scheune, Stallungen und Wirtschaftsgebäude | 44037/5-5343 Info Katalog | weitere Bilder |
| Rudolice, Mlýnská 12 (Standort) | ehem. Wassermühle | Ruinen der ehem. Wassermühle                                 | 44038/5-5344 Info Katalog | weitere Bilder |

### Souš(Tschausch)
| Lage                                                                 | Objekt                                  | Beschreibung | ÚSKP-Nr.                  | Bild           |
| -------------------------------------------------------------------- | --------------------------------------- | --- | ------------------------- | -------------- |
| Most–Souš, unterhalb des Hněvín, im OT Souš (Standort)               | Jüdischer Friedhof (Židovský hřbitov)   | Jüdischer Friedhof (Židovský hřbitov) in Souš, angelegt 1878                                                                                                 | 11289/5-5755 Info Katalog | weitere Bilder |
| Most, an der Straße von Komořany nach Záluží (Maltheuern) (Standort) | Hlubinný uhelný důl Julius V/Nejedlý I. | Schacht Julius V, später umbenannt in Nejedly I – Geschützte Objekte: Maschinenraum, das Gebäude der ehemaligen Bäder und Umkleideräume, Verwaltungsgebäude. | 50348/5-5875 Info Katalog | BW             |